# Mike Chioda
Michael Joseph Chioda, (nacido el 1 de agosto de 1966 en Willingboro Township, New Jersey, Estados Unidos), es un árbitro de lucha libre profesional, quien actualmente trabaja para All Elite Wrestling. Antes de su liberación el 15 de abril de 2020, Chioda era el árbitro con más antigüedad en la historia de la WWE, habiendo estado en la compañía desde 1989.

## Inicios de su carrera

### World Wrestling Entertainment / WWE (1989-2020)
Cuando era joven, Chioda vivió cerca de la Marellas (Gorilla Monsoon y su hijo adoptivo Joey, ambos involucrados en la lucha libre), que le ayudó a entrar en el negocio de la lucha. Siendo entrenado como árbitro, Chioda comenzó a aparecer en la WWE en 1989, cuando era conocida como la World Wrestling Federation (WWF), sobre todo en Survivor Series 1989. Luego de una ausencia de arbitraje, tuvo una aparición en WrestleMania VII, para luego volver a  aparecer en las pantallas alrededor de 1993.
Chioda también ha competido en reales combates de lucha libre, haciendo equipo con Chris Jericho y The Rock para asumir el equipo de The Dudley Boyz y el árbitro en ese entonces fue Nick Patrick en un episodio de SmackDown! en 2001. Chioda realmente obtuvo la victoria pinfall después de entregar su versión de "codo del Pueblo" con Nick Patrick.
Durante la tenencia de la WWF, Chioda arbitró varias luchas de alta categoría tales como Shawn Michaels vs Steve Austin en WrestleMania XIV, Triple H vs Vince McMahon en Armageddon 1999, The Rock vs Hulk Hogan en WrestleMania X8.
Tras los atentados del 11 S, Chioda comenzó a usar un parche con la bandera de los Estados Unidos en su camiseta de árbitro en honor a los fallecidos.

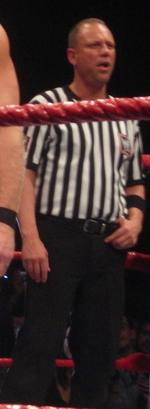
Mike Chioda.

Durante la extensión de las marcas de la WWE, Chioda fue enviado a SmackDown! para convertirse en árbitro principal de ese programa. En un "Todo Referí" edición de la WWE.com show Byte This! en 2004, le dijo preguntando al comentarista Josh Mathews que no le gustaba el viejo estilo "de botón y pajarita" traje de árbitro, prefiriendo en su momento la marca SmackDown! variante de la camisa de árbitro.
Durante su permanencia en SmackDown, Chioda arbitró una lucha entre The Big Show y Brock Lesnar en el que Lesnar realizó un Superplex a Big Show y el anillo se desencadenó, donde el ring se derrumbó.
En 2003, fue traspasado a Raw. Tras el despido de altos árbitro de aquella marca en 2005, fue nombrado como cabeza de árbitros.
En WrestleMania 23, arbitró la lucha entre John Cena y Shawn Michaels, pero quedó inconsciente después de ser golpeado con un Sweet Chin Music de Michaels.
Durante su etapa como cabeza de árbitros en la marca RAW, arbitraría varias peleas épicas tales como Triple H vs Batista en WrestleMania 21, John Cena vs Triple H en WrestleMania 22, Cena vs Shawn Michaels en WrestleMania 23 y Cena vs Batista en SummerSlam 2008. También apareció en un episodio de la segunda temporada de WWE Tough Enough.
Sin embargo, en noviembre de 2008, los árbitros se hicieron ya no exclusivo de determinadas marcas. Chioda arbitró su primer partido en SmackDown en tres años el 28 de noviembre de 2008, cuando arbitró el torneo "Beat The Clock Match" específicamente la lucha entre Shelton Benjamin y Triple H, durante la lucha, Chioda fue derribado y el partido terminó en polémica cuando se decidió que Jeff Hardy y Triple H terminaron sus luchas con el mismo tiempo. Para solucionar esto, el WWE Championship Match en Armageddon se hizo un Triple Threat Match.
El 15 de abril de 2020 fue despedido de la WWE tras una ronda de despidos masivos, como medida de la compañía frente a la crisis económica que atraviesa por la pandemia mundial del coronavirus.

### All Elite Wrestling (2020-presente)
El 12 de agosto de 2020 en Dynamite, Chioda hizo su debut en All Elite Wrestling como árbitro del combate por el Campeonato TNT de AEW entre Cody Rhodes y Scorpio Sky. Más tarde esa noche oficiaría la revancha entre Orange Cassidy y Chris Jericho.

### Trivialidades
Mike Chioda apareció como árbitro en un video de los juegos de Smackdown vs RAW.